# 名言启示录
名言启示录（英语：A Quote From Celebs），是凤凰卫视的一档平日短节目，2007年开播，周一至周五每天播出一期，时长4分钟，主持人最初为刘芳，2016年中起改由王莹主持。节目总结各界领袖精英宝贵的人生经验，荟萃智者、学人千锤百链的智慧结晶。

## 冠名
- 2013年之前，节目由中国娇子冠名，节目命名为《娇子·名言启示录》。
- 2014年至2018年，节目改由国酒茅台冠名，节目更名为《国酒茅台·名言启示录》。
- 2019年起，節目沒有冠名商。

## 播出时间[2]

### 中文台
- 首播：香港时间周一至周五20:55-21:00。
- 重播：香港时间周二至周六4:00-4:05、周二至周五16:50-16:55、次周一16:50-16:55。

### 欧洲台、美洲台、澳洲版
与中文台不同，欧洲台、美洲台、澳洲版在非固定时段播出。
- 凤凰卫视欧洲台：格林威治时间周五19:55-20:00（周一节目）、21:00-21:05（周二节目）、周六5:00-5:05（周三节目）、19:55-20:00（周四节目）、周日6:55-7:00、17:10-17:15（周五节目）
- 凤凰卫视美洲台：美国西岸时间周五12:05-12:10（周一节目）、22:30-22:35（周二节目）、周六14:25-14:30（周三节目）、周日9:55-10:00（周四节目）、周日3:30-3:35、15:10-15:15（周五节目）
- 凤凰卫视澳洲版：悉尼时间周六4:55-5:00（周一节目）、6:00-6:55（周二节目）、14:00-14:05（周三节目）、周日4:55-5:00（周四节目）、周日15:55-16:00、周一2:10-2:15（周五节目）

## 部分介绍过的名人名言
- 2012年5月22日-26日：北京建筑
- 2012年7月：天安号
- 2012年7月23日-27日：中国奥运百年传奇
- 2012年8月13日-17日：中韩关系
- 2012年8月20日-24日：金门炮战
- 2012年10月8日-12日：钓鱼岛
- 香港廉政公署
- 富春山居图
- 2013年5月20日：冯如
- 2013年6月26日、27日：吴念真
- 2013年7月8日、7月9日：奥普拉·温芙瑞
- 2013年11月15日：爱丽丝·门罗
- 林语堂
- 撒切尔
- 乔布斯
- 红线女
- 高锟
- 蔡元培
- 鲁迅
- 余光中
- 毕加索